# Charcotgletsjer
De Charcotgletsjer is een gletsjer in Nationaal park Noordoost-Groenland in het oosten van Groenland.

## Geografie
De gletsjer ligt op het Charcotland. Het is een van de gletsjers die uitkomen in het Nordvestfjord. Noordelijker ligt de F. Graaegletsjer en zuidelijker de Daugaard-Jensengletsjer. Op ongeveer 30 kilometer naar het oosten ligt de Hammerskjøldgletsjer.
De Charcotgletsjer heeft een lengte van meer dan 17 kilometer en een breedte van meer dan 1500 meter.